# 香港小學學習字詞表
《香港小學學習字詞表》（下稱《字詞表》；英文：Hong Kong Chinese Lexical Lists for Primary Learning），是由是由香港特別行政區政府教育局課程發展處中國語文教育組制定的字詞表，作為小學學童學習漢字字形和詞彙教育的參考，涵蓋香港人日常生活中最常使用的漢字和詞彙。
《字詞表》收錄了四大主體內容，包括〈小學用字一覽表〉、〈小學用詞一覽表〉、〈小學學習字詞表〉及其六個附表：〈附表一　四字詞語〉、〈附表二：多字熟語〉、〈附表三　文言詞語〉、〈附表四　專名術語〉、〈附表五　音譯外來詞語〉及〈附表六　人名地名用字〉，還有以附錄形式，包含了〈常用字字形表〉全表。
當中所附錄的〈常用字字形表〉，基於1993年版本的《常用字字形表（修訂本）》整理，部分字形和收字有所調整。其收錄字形，以繁體字為主，但與台灣標準寫法稍異。此外，在〈小學用字一覽表〉和〈小學用字一覽表〉中，也收錄了一些〈常用字字形表〉不包含的漢字字形，如「両、厘、睇、梘、煲、菇、杧、柒、曱、甴」等字。
《字詞表》的收詞，建基於大型語言調查，參考各地最新硏究成果，最終確定收錄9706個詞語，其中絕大多數是兩岸三地共有的詞語，少數是香港地區獨有的詞語。在第一學習階段（小一至小三）收錄4914個詞語，第二學習階段（小四至小六）收錄4792個詞語。不計算附表，詞語表包含3171字。

## 研訂工作
字詞學習是小學語文教育的基礎，多年來前教育署曾針對教學所需，在字詞學習的研究及規劃方面，與大專學者持續合作，於1986年的《香港初中學生中文詞匯研究》蒐集了53,036個詞語，包含4,902字；於1996年推出《小學教學參考詞語表（試用）》，列出個6,765詞語，包含2,512字。此外，也有一些字形、讀音的相關成果。
為充分反映香港的語言運用情況，前教育統籌局於 2003 年，委託香港理工大學中文及雙語學系開展「香港小學學習字詞研究」，並依據研究成果重新編訂《香港小學學習字詞表》。
字詞研究由香港理工大學陳瑞端教授領導，研究小組以香港理工大學中文及雙語學系包含5,600,000字語文材料、收錄60,800餘詞語的《中國大陸、臺灣、香港現代漢語語料庫》爲基礎，增收流行兒童讀物和小學教科書，同時增加最新的語文材料，包括增收文化、教育詞語，減收政治、財經詞語，使語料庫的語文材料擴充到6,520,000字。然後，研究小組據此得出一個新的詞語總表；再經過分類和統計，得到各個詞語在不同類型材料中的使用和分佈情況。研究小組從詞語總表中截取頻率最高的15,000詞語，作為進一步分析的對象；這些詞語的累計覆蓋率為96.3%。經過對比分析以及對各種詞語表的原始數據進行電腦運算，再三審視、篩選，初步得出一個包括9,400詞的詞語表。在篩選過程中，研究人員盡量選入兩岸三地共有的詞語；同時，適量收錄反映香港地區獨特事物的詞語，如「八達通、茶餐廳、便利店」。此外也酌量收錄了一些在日常生活中出現頻率不高、但對小學學習生活十分重要的詞語，如「試題、校服、塗改、課室、乘數、除數、兒歌」等。此外，考慮到香港語言保留較多單音節詞的現象，一些香港經常獨用的詞語，如「餐、入、幫、竹」，也酌量收錄。
初步確定詞語表範圍之後，研究人員將詞語表按照香港小學中國語文課程，劃分為兩個學習階段——第一學習階段（小一至小三）、第二學習階段（小四至小六）。
最終，字詞表確定收錄9,706個詞語，比1996年的《小學教學參考詞語表（試用）》增加了3,911個詞語、刪減了909個詞語。
字詞表在現代漢語規範的基礎上，適當增加文言、方言、外來詞彙。當中包含的字詞，大約8%屬香港地區詞語表獨有。另設四字詞語、多字熟語、文言詞語、專名術語、音譯外來詞語、人名地名用字六個附表，多方包含文言、方言詞。